# Saison 5 de Pretty Little Liars
Chronologie
Saison 4 Saison 6
Cet article présente le guide des épisodes de la cinquième saison de la série télévisée américaine Pretty Little Liars.

## Généralités
- La première partie de la saison a été diffusée entre 10 juin 2014 et le 26 août 2014. Un épisode hors-série a été diffusé le 21 octobre 2014 suivi par un spécial de Noël diffusé le 9 décembre 2014. La deuxième partie a ensuite été diffusée entre le 6 janvier 2015 et le 24 mars 2015.
- Au Canada, elle a été diffusée en simultanée sur M3.
- En France, elle a été diffusée intégralement entre le 14 mars 2015 et le 20 juin 2015 sur Orange Max. C'est la première et seule saison a ne pas être diffusée en deux parties en France. Elle a ensuite été rediffusée sur Elle Girl qui la diffuse aussi en Belgique et en Suisse.
- Au Québec, elle a été diffusée intégralement entre le 24 août 2015 et le 20 février 2016 sur VRAK.TV.

## Sypnosis de la saison
Alors qu'Ezra est entre la vie et la mort dans un hôpital de New York, les filles découvrent enfin l'identité du fameux -A et finissent par le vaincre d'une façon tragique qui changera la vie d'Aria. Soulagée et enfin libre, Alison revient à Rosewood avec les filles, pensant que toute cette histoire était enfin terminée et qu'elle n'aura plus à craindre qui que ce soit. Mais elle s'était trompée et s'était réjouie bien trop vite. Son retour se transforme rapidement en cauchemar. Sa mère a disparu et s'est fait enterrée dans la terre par -A et son frère agit de manière très suspecte. Les filles regardent les informations où elles apprennent qui est la fille dans la tombe d'Alison, Bethany Young. Alors les cinq filles mènent leurs enquêtes. Dans le douzième épisode, Mona est assassinée dans sa propre maison par -A. Peu à peu, Spencer est accusée d'avoir assassiné Bethany. Alison se retrouve en prison après être arrêtée pour le meurtre de Mona et de Bethany mais les filles reçoivent encore des messages de -A, qui frappe encore malgré le fait qu'Alison, suspectée d'être -A par ses amies, soit en prison.
Les filles apprennent aussi qui a mis le feu à la maison de Toby. Hanna est arrêtée pour complicité dans le meurtre de Mona Vanderwaal : le lieutenant Tanner l'a suspecté lorsqu'elle l'a vu dans l'immeuble de l'appartement où il y avait le baril. Dans le dernier épisode de la série, -A emprisonne Aria, Hanna, Emily et Spencer dans une maison de poupées. Elles découvrent que pendant tout ce temps, Mona n'était pas morte. Elle était emprisonnée dans la maison jouant le rôle d'Alison.

## Distribution de la saison

### Acteurs principaux
- Troian Bellisario (VF : Sandra Valentin) : Spencer Hastings
- Ashley Benson (VF : Karine Foviau) : Hanna Marin
- Tyler Blackburn (VF : Stanislas Forlani) : Caleb Rivers (à partir de l'épisode 5)
- Lucy Hale (VF : Élisabeth Ventura) : Aria Montgomery
- Ian Harding (VF : Thomas Roditi) : Ezra Fitz
- Laura Leighton (VF : Danièle Douet) : Ashley Marin
- Shay Mitchell (VF : Ingrid Donnadieu) : Emily Fields
- Janel Parrish (VF : Geneviève Doang) : Mona Vanderwaal
- Sasha Pieterse (VF : Cécile Nodie) : Alison DiLaurentis

### Acteurs récurrents et invités
- Keegan Allen : Toby Cavanaugh
- Cody Christian : Mike Montgomery
- Roma Maffia : Linda Tanner
- Holly Marie Combs : Ella Montgomery
- Nia Peeples : Pam Fields
- Chloe Bridges : Sydney Driscoll[1]
- Sydney Penny : Leona Vanderwaal, mère de Mona[2]
- Lindsey Shaw : Paige McCullers
- Drew Van Acker : Jason DiLaurentis
- Torrey DeVitto : Melissa Hastings
- Lesley Fera : Veronica Hastings
- Miranda Mayo : Talia Sandoval[3]
- Lauren Tom : Rebecca Marcus, avocate[4]
- Oliver Kieran-Jones : Colin, ami de Melissa[4]
- Anne-Marie Johnson : Claire[4]
- Elizabeth Sarah McLaughlin : Lesli Stone[4]
- Brandon W.Jones : Andrew Campbell

## Épisodes

### Épisode 1:Fuir New York
- États-Unis : 10 juin 2014 sur ABC Family[5]
- France : 14 mars 2015 sur OCS Max
- Québec : 24 août 2015 sur VRAK[6]

Les filles sont sous le choc de la fusillade durant laquelle "A" a tiré sur Ezra qui est emmené d'urgence au bloc opératoire mais "A" garde un œil sur Ezra qui connaît son identité. Les filles tentent donc d'éloigner "A" d'Ezra. Mélissa est sous le choc d'apprendre que Alison est vivante mais Veronica est persuadée que Mélissa et Peter cachent quelque chose. "A" tombe dans le piège des filles mais celles-ci se retrouvent à leur tour encerclées par des personnes portant des sweats à capuche noir, la police intervient pour disperser tout le monde. Alison emmène les filles au Théâtre Fitzgerald et où l'on revoit Ezra riche. Alors que les filles s'endorment, Alison et Cece en profitent pour se retrouver alors que pendant ce temps. 
Mona s'allie à plusieurs personnes que Alison maltraitait du temps où elle était à Rosewood comme Lucas et Paige.

### Épisode 2:En un battement de cils
- États-Unis : 17 juin 2014 sur ABC Family
- France : 14 mars 2015 sur OCS Max
- Québec : 31 août 2015 sur VRAK

### Épisode 3:Une rentrée tumultueuse
- États-Unis : 24 juin 2014 sur ABC Family
- France : 21 mars 2015 sur OCS Max
- Québec : 7 septembre 2015 sur VRAK

### Épisode 4:Le Mensonge de trop
- États-Unis : 1er juillet 2014 sur ABC Family
- France : 21 mars 2015 sur OCS Max
- Québec : 14 septembre 2015 sur VRAK

Alors que Spencer est persuadée que sa sœur et son père lui cachent des choses, elle choisit de se confier à sa mère qui ne veut rien lui dévoiler de ses soupçons mais elle reconnaît que Peter pourrait être derrière le meurtre de Mrs.Dilaurentis du fait que celle-ci a toujours soupçonné Spencer d'être la cause de la disparition d'Alison.
Alison subit un examen médical et une cicatrice attire l'attention du médecin. Hanna souhaite en savoir plus à propos de cette cicatrice mais Alison ne dit rien.
Aria, quant à elle, se noie dans sa culpabilité concernant la mort de Shana, elle regarde en boucle la vidéo de l'enterrement de Shana et finit par se réfugier chez Ezra pour obtenir du soutien.

### Épisode 5:Le Complexe de la poupée
- États-Unis : 8 juillet 2014 sur ABC Family
- France : 28 mars 2015 sur OCS Max
- Québec : 21 septembre 2015 sur VRAK

Le retour d'Alison au lycée de Rosewood est enfin arrivé. Elle revient au lycée avec l'intention de s'excuser auprès des personnes à qui elle a fait du mal.
Mona prépare son "armée de perdants" afin de mener la vie dure à Alison.
La police annonce, au cours d'une conférence de presse, que la jeune fille morte dans la tombe d'Alison s'appelle Bethany Young.
Hanna rencontre Caleb. Aria propose à Jenna de l'écouter. Hanna annonce à sa mère que Caleb est revenu. On voit Aria et Ezra s'embrasser et Emily et Alison aussi.
- Cet épisode est le 100e de la série.

### Épisode 6:Fuis, Ali, Fuis
- États-Unis : 15 juillet 2014 sur ABC Family
- France : 28 mars 2015 sur OCS Max
- Québec : 28 septembre 2015 sur VRAK

À la suite de l'explosion de la maison de Toby, les menteuses se demandent alors quelle était la raison de cet acte.
Alison regrette d'être revenue à Rosewood en apprenant le retour de "A", elle envisage de quitter la ville. Mais Aria, Emily et Spencer sont déterminées à la retenir et assurer sa sécurité. En revanche, Hanna ne la retient pas et promet de l'aider. Cette dernière a changé depuis le retour d'Alison, et le retour de Caleb n'a rien arrangé, son comportement déplaît à Travis qui décide de rompre.

### Épisode 7:Le Silence d'Eddie
- États-Unis : 22 juillet 2014 sur ABC Family
- France : 4 avril 2015 sur OCS Max
- Québec : 5 octobre 2015 sur VRAK

Aria commence son travail de bénévole à Radley et elle tombe sur l'ancienne colocataire de Bethany Young en l’occurrence Rhonda. Puis elle découvre une mystérieuse grotte dans une chambre de Raddley
Spencer emprunte du matériel d'espionnage à Ezra pour garder un œil sur sa sœur Melissa. E n regardant une vidéo de surveillance, elle découvre qu'Alison est allée dans son garage.
Hanna boit de la Vodka au dîner de la mère de Emily. Hanna et Caleb s'embrassent. Aria apprend de Ezra qu'Eddie n'est pas venu au rendez-vous.
Enfin, Spencer, Aria, et Emily reçoivent un texto de "A" disant : "New York, New York, il faut imprimer la légende. Alison a ses petits secrets. Mais mieux vaux se taire quand Hanna la pie est parmi vous". Les filles demandent des explications à Hanna.

### Épisode 8:Le Chœur a ses raisons...
- États-Unis : 29 juillet 2014 sur ABC Family
- France : 4 avril 2015 sur OCS Max
- Québec : 12 octobre 2015 sur VRAK

L'inspecteur Tanner doute de plus en plus de la véracité des témoignages d'Alison.
Hanna qui tente d'éviter Alison sombre dans l'alcool et se retrouve dans une situation délicate lorsque Zack la drague.
Aria progresse dans son enquête car elle apprend grâce à Rhonda que Mrs. Dilaurentis avait une relation privilégiée avec Bethany Young.

### Épisode 9:Ça y est, tu me vois?
- États-Unis : 5 août 2014 sur ABC Family
- France : 11 avril 2015 sur OCS Max
- Québec : 19 octobre 2015 sur VRAK

Spencer va chez le médecin pour se faire soigner les yeux et voit Sydney tenant la main de Jenna. Spencer appelle Emily et lui dit qu'elles ressemblent à des jumelles parce que les deux portent les mêmes vêtements et lunettes. Sydney dit à Emily qu'elle connaissait Jenna depuis plusieurs années.
Aria révèle à sa mère que Zack a eu un comportement déplacé envers Hanna. Ella annule donc sa fête de fiançailles. Aria s'excuse auprès de Hanna pour ne pas l'avoir crue dès le début à propos de Zack.

### Épisode 10:Sombre Alison
- États-Unis : 12 août 2014 sur ABC Family
- France : 11 avril 2015 sur OCS Max
- Québec : 26 octobre 2015 sur VRAK

Alison ne sait pas si elle doit identifier Cyrus Petrillo comme étant son ravisseur, de peur que ce soit un piège de -A. Le détective Tanner emmène Alison dans une maison abandonnée pour qu'elle puisse se souvenir des événements passés. Tanner dit à Alison que si elle ne se souvient pas de Cyrus comme étant son ravisseur, celui-ci sera relâché et libre. Alison a un flashback montrant Cyrus l'attaquer avec un couteau dans un sous-sol, ce qui explique la cicatrice d'Ali sur la cuisse. Plus tard, Alison, habillée en Vivian Darkbloom se retrouve en face à face avec Cyrus. Il est révélé qu'Alison a payé Cyrus pour faire croire à la police qu'il l'a enlevée. Le côté sombre d'Alison réapparaît et Alison menace Cyrus en lui disant qu'elle est capable de faire de sa vie un enfer.
Les Liars décident de tourner le dos à Alison car elles en ont marre de ses mensonges.

### Épisode 11:De mauvaises pensées
- États-Unis : 19 août 2014 sur ABC Family
- France : 18 avril 2015 sur OCS Max
- Québec : 2 novembre 2015 sur VRAK

Les Liars reçoivent un message surprise de "A" sur un téléviseur alors qu'elles sont dans les rues de Rosewood.
Hanna, Spencer et Toby veulent aider Caleb après avoir exprimé une véritable inquiétude à son sujet du fait qu'il soit accro à l'alcool.
Tanner interroge les Liars et leur demande si l'une d'entre elles sait qui a tué Bethany Young, impliquant implicitement qu'elle les suspecte. Il est révélé via son message vidéo que Mélissa a enterré Bethany vivante et c'est ainsi qu'elle aurait été assassinée. Melissa dit qu'elle pensait que Spencer avait tuée Alison. Melissa était là cette nuit-là et elle a vu Spencer tenir la pelle, qu'elle pensait être l'arme du crime. Pensant voir le cadavre d'Alison, Melissa a poussé le corps dans un trou et recouvert le corps de terre et n'a parlé à personne de l'incident. Melissa dit s'être rendue compte que ce n'était pas Alison et qu'elle a enterré Bethany vivante, pensant qu'elle protégeait Spencer. Spencer est anéantie par cette révélation et ne sait pas si elle doit en parler à ses amies.

### Épisode 12:Jusqu'à la tombe
- États-Unis : 26 août 2014 sur ABC Family
- France : 18 avril 2015 sur OCS Max
- Québec : 9 novembre 2015 sur VRAK

C'est le jour de Thanksgiving et Aria et Emily reçoivent un message de "A": «Tout est de votre faute».
Nous avons ainsi droit à des flashbacks de ce qui s'est passé 36 heures plus tôt pour comprendre comment on en est arrivé à cette situation. Spencer, Hanna, Emily et Aria vont chez Mona pour lui demander de l'aide à propos d'Alison. Mona confie ses doutes aux Liars et elle croit sincèrement que Alison est «A». Les Liars semblent partager le même sentiment que Mona. Lorsque les Liars se rendent compte que Alison parle à la police, Mona accepte de les aider à déchiffrer ce qu'Alison a dit pour voir si elle n'a rien dit de compromettant. Avec l'aide de son acolyte Lucas, Mona parvient à accéder aux serveurs et dossiers de la police et ainsi récupérer et télécharger la vidéo d'Alison passant au détecteur de mensonge. Alison ne dit rien de compromettant, mais les questions posées par la police s'orientent vers des soupçons à l'encontre de Spencer sur le meurtre de Bethany Young. Spencer et Mona s’infiltrent à Radley et elles découvrent que Jessica DiLaurentis avait une liaison avec le père de Bethany Young et que Alison était au courant de cela. Alors que les filles se demandent jusqu'où Alison a pu aller, Spencer est arrêtée pour le meurtre de Bethany Young. Aria reçoit peu après un texto de Mona lui disant qu'elle a des preuves que Alison est A. On retrouve Mona à l'étage de sa maison, dans sa chambre et elle murmure à elle-même qu'elle a gagné, et que Alison a perdu.
Soudain, une silhouette de quelqu'un avec des cheveux blonds fait son apparition, elle débloque la serrure à clé de la maison de Mona et monte les escaliers. La personne au capuchon noir avec des cheveux blonds ouvre la porte de la chambre de Mona et choquée par l'identité de A, elle se fait tuer. La police met en place un périmètre de sécurité à la suite de la découverte du corps de Mona. Hanna, Aria et Emily sont également bouleversées par la mort de Mona.
L'épisode se termine par "A" marchant jusqu'à la maison d'Emily, prendrecune sculpture de Jésus et la mettre à côté du cadavre de Mona dans le coffre d'une voiture.

### Épisode 12.5:We Love You to DeAth
- États-Unis : 21 octobre 2014 sur ABC Family

### Épisode 13:Comment 'A' a volé Noël
- États-Unis : 9 décembre 2014 sur ABC Family[19]
- France : 25 avril 2015 sur OCS Max
- Québec : 16 novembre 2015 sur VRAK

- Le titre, ainsi que le personnage de Mona font référence au Grinch.
- On peut noter une référence au film Fenêtre sur cour.
- Mona et Alison regardaient Scrooge.

### Épisode 14:À travers une vitre teintée
- États-Unis : 6 janvier 2015 sur ABC Family[21]
- France : 2 mai 2015 sur OCS Max
- Québec : 23 novembre 2015 sur VRAK

### Épisode 15:Chair fraîche
- États-Unis : 13 janvier 2015 sur ABC Family
- France : 9 mai 2015 sur OCS Max
- Québec : 30 novembre 2015 sur VRAK

### Épisode 16:Vous avez un nouveau message
- États-Unis : 20 janvier 2015 sur ABC Family
- France : 16 mai 2015 sur OCS Max
- Québec : 7 décembre 2015 sur VRAK

### Épisode 17:Le Baril du péché
- États-Unis : 27 janvier 2015 sur ABC Family
- France : 23 mai 2015 sur OCS Max
- Québec : 14 décembre 2015 sur VRAK

### Épisode 18:Souvenirs difficiles
- États-Unis : 3 février 2015 sur ABC Family
- France : 30 mai 2015 sur OCS Max
- Québec : 4 janvier 2016 sur VRAK

### Épisode 19:L'Amour, quel chaos!
- États-Unis : 10 février 2015 sur ABC Family
- France : 30 mai 2015 sur OCS Max
- Québec : 11 janvier 2016 sur VRAK

### Épisode 20:Sang pour sang
- États-Unis : 17 février 2015 sur ABC Family
- France : 6 juin 2015 sur OCS Max
- Québec : 18 janvier 2016 sur VRAK

### Épisode 21:Encore du sang
- États-Unis : 24 février 2015 sur ABC Family
- France : 6 juin 2015 sur OCS Max
- Québec : 25 janvier 2016 sur VRAK

### Épisode 22:Preuves à l'appui
- États-Unis : 3 mars 2015 sur ABC Family
- France : 13 juin 2015 sur OCS Max
- Québec : 1er février 2016 sur VRAK

### Épisode 23:La Même Chanson
- États-Unis : 10 mars 2015 sur ABC Family
- France : 13 juin 2015 sur OCS Max
- Québec : 8 février 2016 sur VRAK

### Épisode 24:Vite, un témoin!
- États-Unis : 17 mars 2015 sur ABC Family
- France : 20 juin 2015 sur OCS Max
- Québec : 15 février 2016 sur VRAK

### Épisode 25:Entre les mains de 'A'
- États-Unis : 24 mars 2015 sur ABC Family
- France : 20 juin 2015 sur OCS Max
- Québec : 22 février 2016 sur VRAK